# ATP International Series
De International Series (van 1990 tot en met 1997 bekend als ATP World Series) was een reeks tennistoernooien voor mannen. De toernooien vielen onder de auspiciën van de ATP. De reeks vond plaats van 1998 tot en met 2008. In 2009 werd het ATP-circuit geherstructureerd en is deze reeks hernoemd tot de ATP World Tour 250.

## Winnaars per toernooi

### International Series

#### Enkelspel
|                                   | 2000                          | 2001                          | 2002                          | 2003                          | 2004                          | 2005                          | 2006                          | 2007                          | 2008                          |
| --------------------------------- | ----------------------------- | ----------------------------- | ----------------------------- | ----------------------------- | ----------------------------- | ----------------------------- | ----------------------------- | ----------------------------- | ----------------------------- |
| Adelaide                          | Hewitt (1/16)                 | Haas (1/6)                    | Henman (4/5)                  | Davydenko (1/12)              | Hrbatý (2/4)                  | J Johansson (1/2)             | Serra (2/2)                   | Djokovic (3/4)                | Llodra (2/2)                  |
| Chennai                           | Golmard (1/1)                 | Tabara (1/1)                  | Cañas (2/5)                   | Srichaphan (3/5)              | Moyá (7/10)                   | Moyá (8/10)                   | Ljubičić (3/6)                | Malisse (2/3)                 | Youzhny (3/3)                 |
| Doha                              | Santoro (1/3)                 | Ríos (2/3)                    | El Aynaoui (2/4)              | Koubek (2/2)                  | Escudé (1/1)                  | Federer (9/18)                | Federer (12/18)               | Ljubičić (5/6)                | Murray (4/6)                  |
| Auckland                          | Norman (1/4)                  | Hrbatý (1/4)                  | Rusedski (2/5)                | Kuerten (4/6)                 | Hrbatý (3/4)                  | González (5/10)               | Nieminen (1/1)                | Ferrer (2/5)                  | Kohlschreiber (2/2)           |
| Sydney                            | Hewitt (2/16)                 | Hewitt (5/16)                 | Federer (2/18)                | Lee (1/1)                     | Hewitt (11/16)                | Hewitt (14/16)                | Blake (3/9)                   | Blake (8/9)                   | Tursunov (4/5)                |
| Milaan                            | Int. Gold                     | Federer (1/18)                | Sanguinetti (1/2)             | Verkerk (1/2)                 | Dupuis (1/1)                  | Söderling (2/3)               | Gestopt                       | Gestopt                       | Gestopt                       |
| Dubai                             | Kiefer (1/2)                  | ATP International Series Gold | ATP International Series Gold | ATP International Series Gold | ATP International Series Gold | ATP International Series Gold | ATP International Series Gold | ATP International Series Gold | ATP International Series Gold |
| Santiago/Viña del Mar             | Kuerten (1/6)                 | Coria (1/5)                   | González (2/10)               | Sánchez (1/2)                 | González (4/10)               | Gaudio (2/5)                  | Acasuso (3/3)                 | Horna (1/1)                   | González (9/10)               |
| Marseille                         | Rosset (1/1)                  | Kafelnikov (2/5)              | Enqvist (2/2)                 | Federer (3/18)                | Hrbatý (4/4)                  | J Johansson (2/2)             | Clément (3/4)                 | Simon (1/5)                   | Murray (5/6)                  |
| Costa do Sauípe                   | WTA only                      | Vacek (1/1)                   | Kuerten (3/6)                 | Schalken (3/4)                | Kuerten (6/6)                 | Nadal (2/5)                   | Massú (4/4)                   | Cañas (5/5)                   | Almagro (3/3)                 |
| Zagreb                            | Niet georganiseerd            | Niet georganiseerd            | Niet georganiseerd            | Niet georganiseerd            | Niet georganiseerd            | Niet georganiseerd            | Ljubičić (4/6)                | Baghdatis (2/2)               | Stakhovsky (1/1)              |
| Bogota                            | Puerta (1/2)                  | Vicente (2/2)                 | Niet georganiseerd            | Niet georganiseerd            | ATP Challenger tour           | ATP Challenger tour           | ATP Challenger tour           | ATP Challenger tour           | ATP Challenger tour           |
| San Jose                          | Philippoussis (1/3)           | Rusedski (1/5)                | Hewitt (8/16)                 | Agassi (4/6)                  | Roddick (7/18)                | Roddick (10/18)               | Murray (1/6)                  | Murray (2/6)                  | Roddick (17/18)               |
| Kopenhagen                        | Vinciguerra (1/1)             | Henman (2/5)                  | Burgsmüller (1/1)             | Kučera (1/1)                  | Gestopt                       | Gestopt                       | Gestopt                       | Gestopt                       | Gestopt                       |
| Buenos Aires                      | Niet georganiseerd            | Kuerten (2/6)                 | Massú (1/4)                   | Moyá (5/10)                   | Coria (4/5)                   | Gaudio (3/5)                  | Moyá (9/10)                   | Mónaco (1/2)                  | Nalbandian (5/6)              |
| Delray Beach                      | Koubek (1/2)                  | Gambill (1/2)                 | Sanguinetti (2/2)             | Gambill (2/2)                 | Mello (1/1)                   | Malisse (1/3)                 | Haas (5/6)                    | Malisse (3/3)                 | Nishikori (1/1)               |
| Scottsdale/Las Vegas              | Hewitt (3/16)                 | Clavet (1/1)                  | Agassi (2/6)                  | Hewitt (10/16)                | Spadea (1/1)                  | Arthurs (1/1)                 | Blake (4/9)                   | Hewitt (16/16)                | Querrey (1/1)                 |
| Atlanta                           | Ilie (1/1)                    | Roddick (1/18)                | Gestopt                       | Gestopt                       | Gestopt                       | Gestopt                       | Gestopt                       | Gestopt                       | Gestopt                       |
| Estoril                           | Moyá (1/10)                   | Ferrero (1/3)                 | Nalbandian (1/6)              | Davydenko (2/12)              | Chela (2/2)                   | Gaudio (4/5)                  | Nalbandian (4/6)              | Djokovic (4/4)                | Federer (16/18)               |
| Casablanca                        | Vicente (1/2)                 | Cañas (1/5)                   | El Aynaoui (3/4)              | Boutter (1/1)                 | Ventura (1/1)                 | Puerta (2/2)                  | Bracciali (1/1)               | Mathieu (3/4)                 | Simon (3/5)                   |
| Orlando/Houston                   | González (1/10)               | Roddick (2/18)                | Roddick (3/18)                | Agassi (5/6)                  | Haas (3/6)                    | Roddick (11/18)               | Fish (2/2)                    | Karlović (1/4)                | Granollers (1/1)              |
| Mallorca/Valencia                 | Safin (1/6)                   | Martín (1/1)                  | Gaudio (1/5)                  | Ferrero (3/3)                 | Verdasco (1/2)                | Andreev (1/3)                 | Almagro (1/3)                 | Almagro (2/3)                 | Ferrer (4/5)                  |
| München                           | Squillari (1/1)               | Novák (1/4)                   | El Aynaoui (4/4)              | Federer (4/18)                | Davydenko (3/12)              | Nalbandian (3/6)              | O. Rochus (2/2)               | Kohlschreiber (1/2)           | González (10/10)              |
| St. Pölten/Pörtschach             | Pavel (1/1)                   | Gaudenzi (1/2)                | Lapentti (1/1)                | Roddick (4/18)                | Volandri (1/2)                | Davydenko (5/12)              | Davydenko (6/12)              | Mónaco (2/2)                  | Davydenko (11/12)             |
| Halle                             | Prinosil (1/1)                | T Johansson (2/5)             | Kafelnikov (4/5)              | Federer (5/18)                | Federer (6/18)                | Federer (10/18)               | Federer (13/18)               | Berdych (2/2)                 | Federer (17/18)               |
| Londen                            | Hewitt (4/16)                 | Hewitt (6/16)                 | Hewitt (9/16)                 | Roddick (5/18)                | Roddick (8/18)                | Roddick (12/18)               | Hewitt (15/16)                | Roddick (15/18)               | Nadal (5/5)                   |
| Rosmalen                          | Rafter (1/1)                  | Hewitt (7/16)                 | Schalken (2/4)                | Schalken (4/4)                | Llodra (1/2)                  | Ančić (1/3)                   | Ančić (2/3)                   | Ljubičić (6/6)                | Ferrer (5/5)                  |
| Nottingham                        | Grosjean (1/3)                | T Johansson (3/5)             | Björkman (1/2)                | Rusedski (3/5)                | Srichaphan (5/5)              | Gasquet (1/5)                 | Gasquet (2/5)                 | Karlović (2/4)                | Karlović (4/4)                |
| Båstad                            | Norman (2/4)                  | Gaudenzi (2/2)                | Moyá (3/10)                   | Zabaleta (1/2)                | Zabaleta (2/2)                | Nadal (3/5)                   | Robredo (2/5)                 | Ferrer (3/5)                  | Robredo (5/5)                 |
| Gstaad                            | Corretja (1/4)                | Novák (2/4)                   | Corretja (4/4)                | Novák (3/4)                   | Federer (7/18)                | Gaudio (5/5)                  | Gasquet (3/5)                 | Mathieu (4/4)                 | Hănescu (1/1)                 |
| Newport                           | Wessels (1/1)                 | Godwin (1/1)                  | Dent (1/3)                    | Ginepri (1/2)                 | Rusedski (4/5)                | Rusedski (5/5)                | Philippoussis (3/3)           | Santoro (2/3)                 | Santoro (3/3)                 |
| Amsterdam/Amersfoort              | Gustafsson (1/1)              | Corretja (3/4)                | Chela (1/2)                   | Massú (2/4)                   | Verkerk (2/2)                 | González (6/10)               | Djokovic (1/4)                | Darcis (1/1)                  | Montañés (1/1)                |
| Indianapolis                      | ATP International Series Gold | ATP International Series Gold | ATP International Series Gold | Roddick (6/18)                | Roddick (9/18)                | Ginepri (2/2)                 | Blake (5/9)                   | Tursunov (2/5)                | Simon (4/5)                   |
| Umag                              | Ríos (1/3)                    | Moyá (2/10)                   | Moyá (4/10)                   | Moyá (6/10)                   | Cañas (3/5)                   | Coria (5/5)                   | Wawrinka (1/1)                | Moyá (10/10)                  | Verdasco (2/2)                |
| Stuttgart                         | ATP Int. Series Gold          | ATP Int. Series Gold          | Youzhny (1/3)                 | ATP International Series Gold | ATP International Series Gold | ATP International Series Gold | ATP International Series Gold | ATP International Series Gold | ATP International Series Gold |
| Los Angeles                       | Chang (1/1)                   | Agassi (1/6)                  | Agassi (3/6)                  | Ferreira (1/1)                | Haas (4/6)                    | Agassi (6/6)                  | Haas (6/6)                    | Štěpánek (1/1)                | del Potro (1/2)               |
| San Marino                        | Calatrava (1/1)               | ATP Challenger tour           | ATP Challenger tour           | ATP Challenger tour           | ATP Challenger tour           | ATP Challenger tour           | ATP Challenger tour           | ATP Challenger tour           | ATP Challenger tour           |
| Sopot/Warsaw                      | Niet georganiseerd            | Robredo (1/5)                 | Acasuso (1/3)                 | Coria (2/5)                   | Nadal (1/5)                   | Monfils (1/1)                 | Davydenko (7/12)              | Robredo (3/5)                 | Davydenko (12/12)             |
| Washington                        | ATP International Series Gold | ATP International Series Gold | ATP International Series Gold | Henman (5/5)                  | Hewitt (12/16)                | Roddick (13/18)               | Clément (4/4)                 | Roddick (16/18)               | del Potro (2/2)               |
| Long Island/New Haven             | Norman (3/4)                  | Haas (2/6)                    | Srichaphan (1/5)              | Srichaphan (4/5)              | Hewitt (13/16)                | Blake (1/9)                   | Davydenko (8/12)              | Blake (9/9)                   | Čilić (1/1)                   |
| Tasjkent                          | Safin (2/6)                   | Safin (4/6)                   | Kafelnikov (5/5)              | Gestopt                       | Gestopt                       | Gestopt                       | Gestopt                       | Gestopt                       | Gestopt                       |
| Boekarest                         | Balcells (1/1)                | El Aynaoui (1/4)              | Ferrer (1/5)                  | Sánchez (2/2)                 | Acasuso (2/3)                 | Serra (1/2)                   | Melzer (1/1)                  | Simon (2/5)                   | Simon (5/5)                   |
| Peking                            | WTA only                      | WTA only                      | WTA only                      | WTA only                      | Safin (6/6)                   | Nadal (4/5)                   | Baghdatis (1/2)               | González (8/10)               | Roddick (18/18)               |
| Palermo                           | O. Rochus (1/2)               | Mantilla (1/1)                | González (3/10)               | Massú (3/4)                   | Berdych (1/2)                 | Andreev (2/3)                 | Volandri (2/2)                | Gestopt                       | Gestopt                       |
| Hongkong                          | Kiefer (2/2)                  | Ríos (3/3)                    | Ferrero (2/3)                 | Gestopt                       | Gestopt                       | Gestopt                       | Gestopt                       | Gestopt                       | Gestopt                       |
| Toulouse                          | Corretja (2/4)                | Gestopt                       | Gestopt                       | Gestopt                       | Gestopt                       | Gestopt                       | Gestopt                       | Gestopt                       | Gestopt                       |
| Shanghai/ Ho Chi Minh City/Mumbai | Norman (4/4)                  | Schüttler (1/2)               | Niet georganiseerd            | Philippoussis (2/3)           | Cañas (4/5)                   | Björkman (2/2)                | Tursunov (1/5)                | Gasquet (5/5)                 | Geannuleerd                   |
| Bangkok                           | Niet georganiseerd            | Niet georganiseerd            | Niet georganiseerd            | Dent (2/3)                    | Federer (8/18)                | Federer (11/18)               | Blake (6/9)                   | Tursunov (3/5)                | Tsonga (1/1)                  |
| Metz                              | Niet georganiseerd            | Niet georganiseerd            | Niet georganiseerd            | Clément (2/4)                 | Haehnel (1/1)                 | Ljubičić (2/6)                | Djokovic (2/4)                | Robredo (4/5)                 | Tursunov (5/5)                |
| Moskou                            | Kafelnikov (1/5)              | Kafelnikov (3/5)              | Mathieu (1/4)                 | Dent (3/3)                    | Davydenko (4/12)              | Andreev (3/3)                 | Davydenko (9/12)              | Davydenko (10/12)             | Kunitsyn (1/1)                |
| Lyon                              | Clément (1/4)                 | Ljubičić (1/6)                | Mathieu (2/4)                 | Schüttler (2/2)               | Söderling (1/3)               | Roddick (14/18)               | Gasquet (4/5)                 | Grosjean (3/3)                | Söderling (3/3)               |
| Stockholm                         | T Johansson (1/5)             | Schalken (1/4)                | Srichaphan (2/5)              | Fish (1/2)                    | T Johansson (4/5)             | Blake (2/9)                   | Blake (7/9)                   | Karlović (3/4)                | Nalbandian (6/6)              |
| Bazel                             | Enqvist (1/2)                 | Henman (3/5)                  | Nalbandian (2/6)              | Coria (3/5)                   | Novák (4/4)                   | González (7/10)               | Federer (14/18)               | Federer (15/18)               | Federer (18/18)               |
| Sint-Petersburg                   | Safin (3/6)                   | Safin (5/6)                   | Grosjean (2/3)                | Kuerten (5/6)                 | Youzhny (2/3)                 | T Johansson (5/5)             | Ančić (3/3)                   | Murray (3/6)                  | Murray (6/6)                  |
| Brighton                          | Henman (1/5)                  | Gestopt                       | Gestopt                       | Gestopt                       | Gestopt                       | Gestopt                       | Gestopt                       | Gestopt                       | Gestopt                       |